# هندبال در المپیک تابستانی ۱۹۷۶
هندبال در بازی‌های المپیک تابستانی ۱۹۷۶ نام رویداد ورزش هندبال در بازی‌های المپیک تابستانی بود که در سال ۱۹۷۶ برگزار شد.

## مسابقات زنان

### نتایج
| رتبه   | تیم               | بازی | برد | مساوی | باخت | گل زده | گل خورده | امتیاز |  | اتحاد جماهیر شوروی | آلمان شرقی | مجارستان | رومانی | ژاپن  | کانادا |
| ------ | ----------------- | ---- | --- | ----- | ---- | ------ | -------- | ------ |  | ------------------ | ---------- | -------- | ------ | ----- | ------ |
| Gold   | اتحاد شوروی (URS) | ۵    | ۵   | ۰     | ۰    | ۹۲     | ۴۰       | ۱۰     |  | X                  | ۱۴:۱۱      | ۱۲:۹     | ۱۴:۸   | ۳۱:۹  | ۲۱:۳   |
| Silver | آلمان شرقی (GDR)  | ۵    | ۳   | ۱     | ۱    | ۸۹     | ۴۷       | ۷      |  | ۱۱:۱۴              | X          | 7:7      | ۱۸:۱۲  | ۲۴:۱۰ | ۲۹:۴   |
| Bronze | مجارستان (HUN)    | ۵    | ۳   | ۱     | ۱    | ۸۵     | ۵۵       | ۷      |  | ۹:۱۲               | ۷:۷        | X        | ۲۰:۱۵  | ۲۵:۱۸ | ۲۴:۳   |
| ۴.     | رومانی (ROU)      | ۵    | ۲   | ۰     | ۳    | ۷۳     | ۸۳       | ۴      |  | ۸:۱۴               | ۱۲:۱۸      | ۱۵:۲۰    | X      | ۲۱:۲۰ | ۱۸:۱۱  |
| ۵.     | ژاپن (JPN)        | ۵    | ۱   | ۰     | ۴    | ۷۲     | ۱۱۵      | ۲      |  | ۹:۳۱               | ۱۰:۲۴      | ۱۸:۲۵    | ۲۰:۲۱  | X     | ۱۵:۱۴  |
| ۶.     | کانادا (CAN)      | ۵    | ۰   | ۰     | ۵    | ۳۵     | ۱۰۶      | ۰      |  | ۳:۲۱               | ۴:۲۹       | ۳:۲۴     | ۱۱:۱۷  | ۱۴:۱۵ | X      |

## جدول مدال‌ها
| رتبه | کشور              | طلا | نقره | برنز | مجموع |
| ۱    | اتحاد شوروی (URS) | ۲   | ۰    | ۰    | ۲     |
| ۲    | رومانی (ROU)      | ۰   | ۱    | ۰    | ۱     |
| ۲    | آلمان شرقی (GDR)  | ۰   | ۱    | ۰    | ۱     |
| ۴    | لهستان (POL)      | ۰   | ۰    | ۱    | ۱     |
| ۴    | مجارستان (HUN)    | ۰   | ۰    | ۱    | ۱     |